# 奧地利帝國
奧地利帝國（德語：Kaiserthum Österreich，奥地利德语：Kaiserthum Oesterreich）是1804年至1867年位於中歐的帝國，首都是維也納。
奧地利帝國的皇室為哈布斯堡王朝的支系——哈布斯堡-洛林家族，於1804年8月11日建國，由弗朗茨二世創立，弗朗茨二世原本是神聖羅馬帝國的皇帝，由於帝國解體，他的頭銜也變更為“奧地利皇帝”，簡稱“奧皇”。他将19世紀之前所有的哈布斯堡領土连成一體，合并为一个單一制的國家，直到1848年才開始有聯邦制的傾向。在1867年後，奧地利帝國允許其境內的匈牙利王國獨立，讓匈牙利和奧地利共組奧匈帝國，而奧地利帝國則成為了奧匈帝國的兩個組成部份之一。
奧地利帝國經濟工業發達，雖然海外殖民不若其他歐洲國家，仍被歐洲人视为列強之一，是当时歐洲的面積第二大國，僅次於俄國，有698,700平方公里；歐洲人口第三大國，次於俄國和法國，有2120萬人。虽然奧地利帝國的首都和大部份经济城市都位於中歐地區，但它的版圖也橫跨東歐和南歐，統治著諸多不同的民族，包括今日之奧地利、捷克、匈牙利、斯洛文尼亞、斯洛伐克、克羅地亞、北意大利、羅馬尼亞的特蘭西瓦尼亞和波蘭的加利西亚等。

## 历史
在18世紀末期，弗朗茨二世就任神聖羅馬皇帝之初，德意志的大小邦國依然割據，但皇帝的實權卻不斷削弱。這個情況在法國大革命和拿破崙的崛起之時達到了頂點，德意志諸邦之間的矛盾被激化，帝國再也無法維持自己的統一狀態。1804年5月18日，法兰西第一共和国的第一執政拿破崙稱帝，改“法兰西共和國”為“法兰西帝國”，並威脅弗朗茨二世放棄神聖羅馬帝國的皇位，甚至要求選帝侯們選舉拿破崙為新一代的神聖羅馬皇帝。
有見於此，弗朗茨二世在拿破崙皇帝稱帝三個月後的8月11日，宣佈哈布斯堡家族所控制的領土一起合併為“奧地利帝國”，並確立奧地利的地位大於其它領土的方针，又自封為“奧地利皇帝”並將原本的頭銜“神聖羅馬皇帝弗朗茨二世”變更為“奧皇弗朗茨一世”，隨後主動解散神聖羅馬帝國。弗朗茨一世的這招一箭三鵰，既能讓拿破崙沒法獲得哈布斯堡祖傳的神聖羅馬皇位，也能讓这个新造的奧地利帝國在等級上和法蘭西帝國平起平坐，還能讓奧地利的損失降到最低。在神聖羅馬帝國滅亡後，萊茵邦聯成為德意志諸邦在版圖和民族上的繼承者，而神圣羅马帝国的皇位則傳至奧地利，神聖羅馬帝國分裂成奧地利帝國、萊茵聯邦和普魯士王國這三块。
作為盤踞在中歐的巨型國家，奧地利是當時德意志地區的第一強國，奧皇可以永久兼任德意志邦聯的主席，奧地利也可以在外交場合中代表全體德意志邦國，甚至能僅憑自我喜好來和其它非德意志國家談判。在其存續期間，奧地利是神聖同盟及三皇同盟中的主要成員之一，在梅特涅統治的時期代表著歐洲保守主義的大本營，奧地利軍隊在歐洲的四處積極干預自由主義革命，以彰顯奧軍的實力。奧地利因為不需要再管其它德意志邦國，所以在行政上反而比神聖羅馬時代更有效率，梅特涅強制帝國境內形形色色的法律、制度、用詞等全部改成維也納地區的版本，讓哈布斯堡領土上的行政體系第一次完全達成一致。此外，奧地利的傳統威望依然很高，歷任奧皇都擁有選舉下一代教宗的投票權，這個投票權也繼承自神聖羅馬皇帝，即使是後來的普魯士國王和德意志皇帝也無權擁有，直到1914年的一戰中意大利對奧地利宣戰之時，這個選舉權才被教宗正式取消。
奧地利帝國最大的特點亦是最大的弱點，就是其版圖橫跨了太多民族的居集地。在法國大革命所推行的“民族主義風潮”的衝擊下，奧地利境內各民族的統一慾望覺醒，身為主體民族的德意志民族渴望從奧地利獨立，和德意志邦聯統一；而非德意志民族也渴望脫離奧地利，建立一個只屬於自己的單民族國家，因此奧地利國內的分裂情緒比其他歐洲列強更為嚴重。這個弱點最終在1866年的普奧戰爭中被德意志第二強的普魯士所利用，普魯士用法律將奧地利定義在德意志的範圍之外。由於奧地利的戰敗，於是奧皇只得正視其統治下的各類民族，被迫將最大的注意力用在“保障民族平等”之上。此後，奧地利的國家認同就發生了巨大轉變，從“德意志—單民族國家”的思考模式中抽離，進入“多民族—普世帝國”的模式之中。

### 創立
塑造神聖羅馬帝國性質的變化發生在拉施塔特（1797-1799）和雷根斯堡（1801-1803）的會議期間。1803年3月24日，宣布帝國休會（德語：Reichsdeputationshauptschluss ），將教會國家的數量從81個減少到只有3個，將自由帝國市從51個減少到6個。這項措施旨在取代舊的聖地憲法羅馬帝國，但帝國休會的實際後果是帝國的終結。考慮到這一重大變化，神聖羅馬帝國皇帝弗朗西斯二世創造了奧地利皇帝的稱號，為他自己和他的繼任者。
1804年，神聖羅馬帝國皇帝弗朗西斯二世，同時也是哈布斯堡王朝的統治者，建立了奧地利帝國，將他的所有土地都包括在內。在過程中，他為哈布斯堡王朝建立了一個正式的總體結構，該王朝作為一個選舉君主制已經運作了大約三百年。他這樣做是因為他預見到神聖羅馬帝國的終結，他在那年早些時候接受了法國皇帝的頭銜；弗朗西斯二世最終在1806年晚些時候放棄了羅馬皇帝的頭銜。為了維護他王朝的帝國地位，他採用了奧地利皇帝的額外世襲頭銜，除了現在被納入一個新的“皇帝”之外，總體結構的運作及其組成土地的地位最初與1804年之前存在的君合國之情況大致相同。
匈牙利王國的地位尤其證明了這一點，這個國家從未成為神聖羅馬帝國的一部分，一直被視為一個獨立的王國——這一地位得到了第十條的確認，該條被添加到匈牙利的1790年憲法在復合君主制階段，並將該州描述為Regnum Independens。匈牙利的事務仍然由其自己的機構（國王和國會）管理，就像以前一樣。因此，沒有帝國機構參與其政府。
1805年9月，法國對帝國的干預加速了神聖羅馬帝國的衰落和解體。1805年10月20日，由卡爾·麥克·馮·萊伯里希將軍率領的奧地利軍隊在烏爾姆鎮附近被法國軍隊擊敗。法國的勝利導致20,000名奧地利士兵和許多大砲被俘。拿破崙的軍隊於 1805年12月2日在奧斯特利茨再次取得勝利。弗朗西斯被迫於1805年12月4日至6日與法國進行談判，並於1805年12月6日達成停戰協議。
法國的勝利鼓勵了某些帝國領土的統治者與法國結盟，並宣稱他們正式獨立於帝國。1805年12月10日，選帝侯兼巴伐利亞公爵馬克西米利安四世約瑟夫宣布自己為國王，隨後於12月11日由符騰堡公爵弗雷德里克三世宣布。巴登侯爵查爾斯·弗雷德里克於12月12日被授予大公頭銜。這些新州中的每一個都成為法國的盟友。法國和奧地利在普萊斯堡（今布拉迪斯拉發）簽訂的《普雷斯堡條約》, 斯洛伐克)12月26日，以戰敗的奧地利為代價擴大了拿破崙的德國盟友的領土。
弗朗茨二世同意了屈辱性的《普萊斯堡條約》（1805年12月26日），這實際上意味著長期存在的神聖羅馬帝國的解體，並在拿破崙的烙印下將在此過程中失去的德國領土重組為一個前身狀態。成為現代德國，這些屬地名義上是神聖羅馬帝國的一部分，在德國目前的邊界內，以及以其他方式削弱奧地利和哈布斯堡王朝的其他措施。奧地利在德國的某些財產被轉讓給了法國盟友——巴伐利亞國王、符騰堡國王和巴登大公. 奧地利對這些德國國家的要求被無一例外地放棄了。
1806年7月12日，萊茵聯邦成立，由16個主權國家和國家組成。這個聯邦在法國的影響下終結了神聖羅馬帝國。1806年8月6日，甚至弗朗西斯也承認了新的形勢，並宣布神聖羅馬帝國解體，因為他不希望拿破崙繼位。這一行動沒有得到英國喬治三世的承認，他也是漢諾威的選帝侯，也將漢諾威周圍的德國領土拱手讓給了拿破崙。他的主張後來通過建立由喬治四世和威廉四世擁有的漢諾威王國來解決作為漢諾威國王。繼承只能由男性繼承，因此在維多利亞女王登基後，她的叔叔歐內斯特·奧古斯都繼位為漢諾威國王，從而結束了1714年與英國的個人聯盟。

### 梅特涅時代
在弗朗西斯一世皇帝的授權下，梅特涅在外交政策方面非常自由，梅特涅於1809年成為外交部長。他還於1821～1848年在弗朗茨一世和他的兒子斐迪南一世的領導下擔任國務大臣一職。1815～1848年也被稱為“梅特涅時代”。在此期間，梅特涅控制了哈布斯堡王朝的外交政策，在歐洲政治中產生了重大影響。他以“強烈的保守態度”而聞名，堅決反對任何革命思想和自由主義思想，在梅特涅看來，自由主義不過是一種“合法的革命形式”，並認為“君主制才是唯一適合奧地利的制度”。這一觀念也影響了梅特涅的外交行為，他的所有外交舉動都是“確保哈布斯堡王朝能一直沿用陳舊的封建制度、皇室聯姻”為前提的。梅特涅還是一位“均勢外交”的信徒，他的外交手法和英國的“大陸均勢”如出一轍，旨在維持國際軍事實力的平衡，不讓某個國家過強或過弱，以方便奧地利能在國際中佔到便宜。
在拿破崙戰爭結束後，梅特涅主導召開了《1815年維也納會議》，他則成為了這場會議的“總設計師”。奧地利帝國和大英帝國是該會議最主要的受益國，梅特涅知道奧地利的軍事實力不如英法俄，但他成功讓奧地利獲得了最大利益。奧國在這場會議上與英國、普魯士和俄羅斯建立了聯盟，形成了四國同盟，一同遏制法國的復仇；同時，奧地利也獲得了經濟富裕的北意大利領土。由於1815年的《維也納會議》，奧地利成為德意志邦聯的永久主席國，歐洲列強們也同意，如果未來在歐洲發生任何戰爭或革命，其他國家都可以干涉；“列強等級的國家”們也可以一起討論，如何用和平的方式解決。由於是梅特涅制定了這個架構，所以維也納會議也被稱為“梅特涅的代表大會”或“梅特涅系統”。最後，在梅特涅擔任奧地利外交部長的期間，奧地利的“內外關係和諧”，奧地利國會基本都會支持梅特涅的政策，尤其是國會議長，例如艾克斯拉夏佩爾（1818年）、卡爾斯巴德（1819年）、特羅波（1820年）、萊巴赫（1821年）和維羅納（1822年）等。
雖然梅特涅在“必須用兵時”非常狠毒，但他也強烈建議各國在“不訴諸暴力的前提下解決革命”。作為一個保守主義者，他視“戰爭”為“野蠻人的行為”，尤其鄙視軍國主義的普魯士王國，並刻意將奧地利的國際形象塑造成“嚮往和平、和普魯士不同”的樣子，不斷潑髒水給普魯士。在《維也納會議》結束後的30年中，由於梅特涅擅於利用“歐洲君主們害怕革命推翻自己的恐懼”，他不斷誇大這種恐懼情緒，成功團結了除普魯士以外的所有歐洲列強，幫助奧地利在歐洲的外交場中處於“左右逢源的地位”。在梅特涅的領導下，奧地利軍隊積極壓制意大利北部和德國各州的民族主義，還定下了“奧地利帝國始終與民族統一為敵”的方針。在國內，他奉行類似的理念來壓制自由主義的理想，尤其是對叛亂的匈牙利人毫不手軟。他採用了1819年的《卡爾斯巴德法令》，該法令旨在透過嚴格的教育、新聞和言論審查制度來壓制革命和自由主義觀念，並使用大量的間諜網絡來監視奧地利平民。
弗朗西斯於1835年去世，這一天標誌著梅特涅在奧地利帝國的影響力開始下降。弗朗西斯的繼承人是他的兒子斐迪南一世，但他患有健康問題。斐迪南的即位保留了哈布斯堡王朝的繼承權，但他沒有執政的能力，奧地利帝國的領導權被移交給梅特涅、路易大公、弗朗茨·安東·科洛拉特伯爵這三人所組成的“國務委員會”。1848年，奧地利帝國積怨已久的自由主義革命終於爆發，憤怒的群眾積極屠殺保守派人士，梅特涅在這層反噬之下也只能引咎辭職。至此，他的政治生涯結束，梅特涅因為順利讓奧地利中興、創造了一個龐大的國際外交體系、並且以和平的方式發揮影響力，所以能在歐洲近代史中被人銘記。在梅特涅不再掌權後，再也沒有一個奧地利首相能如此長時間的執政，奧地利也不再能對歐洲產生如此大的影響。
歷史學家普遍認為梅特涅時代是一個穩定時期：“奧地利帝國沒有進行過任何大型戰爭，也沒有實行任何激進的改革，但在各種小細節上卻一一規範化，統一了奧地利境內形形色色的法律。”而且，梅特涅時代也被認為是奧地利帝國經濟繁榮的一個時期，至1843年，奧地利的人口爆增到3750萬，城市化也在奧地利的東部地區發生了，光是維也納的人口就達到了40萬。在拿破崙戰爭後，奧地利的國庫出現了巨額赤字虧損，但奧地利帝國在梅特涅的治理下還清了大部份負債，讓奧地利和波西米亞地區的經濟變成歐洲的第一梯隊。用現實主義者觀點來看，梅特涅時代是“權力平衡的典範”。

### 動盪時期

#### 1848年革命
從1848年3月到1849年11月，帝國受到革命運動的威脅，其中大部分是民族主義的。除此之外，自由主義甚至社會主義潮流抵制了帝國長期以來的保守主義。儘管大多数革命計划都失敗了，但是帝国还是做出了一些改革；影响深远的改革包括廢除農奴制、取消審查制度以及斐迪南一世承諾在整個帝國實施憲法。
1852 年施瓦岑貝格的費利克斯親王去世後，內政部長亞歷山大·馮·巴赫男爵在很大程度上決定了奧地利和匈牙利的政策。巴赫集中了奧地利帝國的行政權力，但他也支持削弱新聞自由和放棄公開審判的反動政策。他後來代表了絕對主義（或Klerikalabsolutist）的方向，該方向在 1855 年 8 月達成的協議中達到高潮，該協議使羅馬天主教會控制了教育和家庭生活。奧地利帝國歷史上的這一時期將被稱為新專制主義時代，或巴赫的專制主義時代。

#### 巴赫專制
隨著1848年革命破產，1848年12月3日弗朗茨·約瑟夫一世登基並在施瓦岑貝格親王及巴赫等人的幫助下著手建立專制體制。1852年親王施瓦岑貝格迅速去世，至此內政大臣巴赫在奧地利獨攬大權。
對於民族問題和階級革命這兩大時代主題所帶來的“混亂”的恐懼，奧地利開明專制統治的“發明人”亞歷山大·馮·巴赫把一切保守力量都聯合起來。巴赫原本是資產階級自由派的重要代表人物，早年律師出身的他在革命中慷慨陳詞，一呼百應，但在向皇室靠攏後他迅速找到了自己的位置，與弗朗茨·約瑟夫一世達成了一致——畢竟，有了這些資產階級代表的加入，弗朗茨·約瑟夫一世的新政府似乎就有了履行立憲承諾的可能性；在這種混亂局面下，也只有哈布斯堡皇室才有可能建立一種集權式的統治來解決當前民族問題。所謂巴赫體系（Bachsches System）的支柱，用Adolf Fischhof的話來說是四支“軍隊”：一支常備軍、一支坐著的公職人員軍、一支跪著的牧師軍隊和一支奉承的軍隊。
監獄裡到處都是政治犯，比如捷克民族主義記者和作家Karel Havlíček Borovský，他被強行驅逐（1851-1855）到布里克森。這次流放破壞了博羅夫斯基的健康，不久他就去世了。這件事使巴赫在捷克人中聲名狼藉，隨後導致了捷克民族運動的加強。然而，巴赫寬鬆的意識形態觀點（除了新專制主義）導致了1850年代經濟自由的大幅上升。國內關稅被取消，農民從封建義務中解放出來。
作為德意志邦聯的領導人，奧地利派遣志願者參加了第一次石勒苏益格战争（1848-1850年）。

### 改組為奧匈帝國
1859年，奥地利帝国在与法国和撒丁王国的第二次意大利独立战争失败之后，签署了《维拉弗兰卡停战协定》与《苏黎世条约》，失去了在其在意大利的伦巴第-威尼斯地区。
1861年，由於對少數民族的漠視，而造成其它的民族國家對奧地利有機可乘，所以奧地利在此時設立了國家憲法，規定法大於人，並且創建了功能不同的貴族院和眾議院以平衡民族問題，但帝國的中一些民族仍然不滿意，尤其以匈牙利人為最。
1864年，在與丹麥的第二次戰爭之後，荷爾斯泰因被奧地利吞併，而石勒蘇益格和勞恩堡則劃歸普魯士管理，但南部丹麥的領土問題內仍在發燒。在德國，德意志邦聯議會取代了原本17邦國的議會；在巴爾幹，匈牙利人在奧地利內部要求廣泛的自治；在意大利，威尼斯被統一的意大利國家所吸引，渴望像米蘭一樣脫離奧國獨立。
1866年，隨著奧地利在奧普戰爭中戰敗，德意志邦聯至此正式解體，結束了哈布斯堡家族統領德意志各城邦的時代。內政方面，匈牙利对维也纳的统治也非常不满，國內其它许多地区民族主义思想也不断加强。奥軍在沙俄的支持下对1848年匈牙利革命的镇压，更加劇了匈牙利对奥地利的统治不满。在一些政府官员劝告下，奥皇弗朗茨·约瑟夫決定与所有民族运动家谈判。雖然如此，但帝國內各部分以匈牙利贵族的势力最為強大这些贵族，而他們只肯接受一个他们与奥地利传统贵族之间的二元体。縱使維也納担心单独与匈牙利贵族谈判会遭到其它民族更大的反对，但最終僅与匈牙利的贵族協商，在1867年組成一個共主邦聯──奧匈帝國。
1867年，《奧匈妥協案》獲得通過，匈牙利王國和奧地利帝國作為兩個獨立的實體在平等的基礎上加入，奧地利成為了奧匈帝國的一部份，這種狀態稱之為“二元君主制”。常見的縮寫KuK（Kaiserliche und Königliche，“帝國和皇家”）並不是指雙重君主制，而是起源於 1745 年，當時“皇家”部分指的是匈牙利使徒王國。然而，在第一次世界大戰期間奧匈帝國發行了在被佔領地區使用的軍用郵票，上面寫著“KuK Feldpost”或KuK Militärpost。自此，奧地利帝國降級為奧匈帝國的一個組成部分，稱為內萊塔尼亞，匈牙利則稱為外萊塔尼亞。

## 构成领土

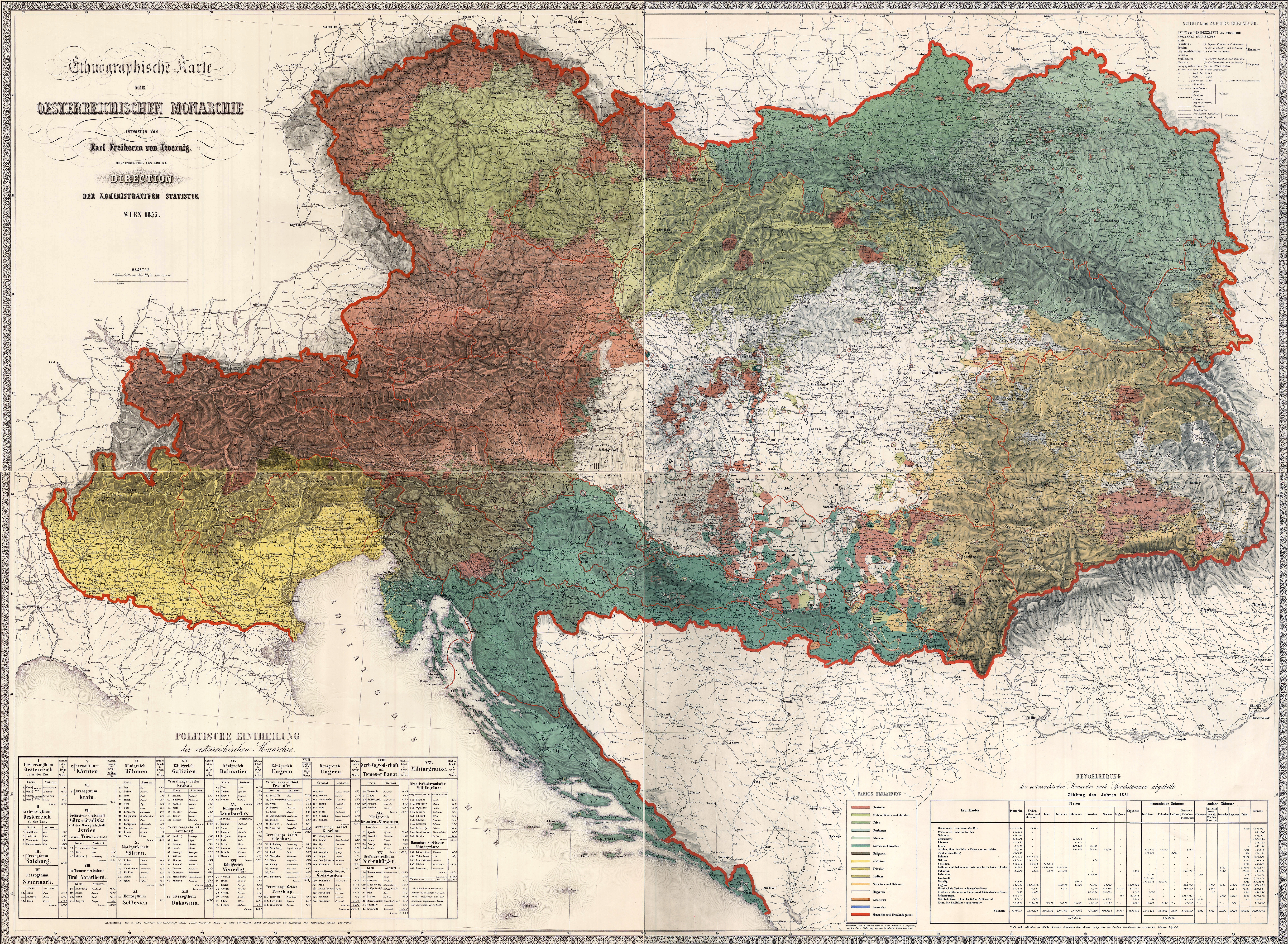
奥地利帝国的民族组成。

1815年维也纳会议的皇室领土，包括1848年革命后地方政府重组和1860年十月宪法后的领土：
- 奥地利大公国（Erzherzogtum Österreich）
  -  恩河以下奥地利（Erzherzogtum Österreich unter der Enns）
  -  恩河以上奥地利（Erzherzogtum Österreich ob der Enns）
- 薩爾斯堡公國（Herzogtum Salzburg），1815年–1850年上奥地利的萨尔察赫区（Salzachkreis）
- 施泰尔马克公国（Herzogtum Steiermark）
- 蒂罗尔亲王级伯国及福拉尔贝格（Gefürstete Grafschaft Tirol mit dem Lande Vorarlberg），1861年分割
- 伊利里亚王国（Königreich Illyrien），1849年/1850年分割
  -  克恩顿公国（Herzogtum Kärnten）
  -  克雷恩公国（Herzogtum Krain）
  -  奥地利滨海地区（Küstenland）
    -  戈里齐亚和格拉迪斯卡亲王级伯国（Gefürstete Grafschaft Görz und Gradisca）
    -  的里雅斯特帝国自由市（Triest）
    -  伊斯特拉边区（Markgrafschaft Istrien）
- 波希米亞王冠領地
  -  波希米亚王国（Königreich Böhmen）
  -  摩拉維亞侯國（Markgrafschaft Mähren）
  -  西里西亚公国（Herzogtum Schlesien）
- 加利西亚和洛多梅里亚王国（Königreich Galizien und Lodomerien）及
  -  布科维纳公国（Herzogtum Bukowina），于1850年分离出来
- 匈牙利王国（Königreich Ungarn）及
  -  特兰西瓦尼亚大公国（英语：Principality of Transylvania (1711–1867)）
  -  塞尔维亚和蒂米什瓦-巴纳特公国（英语：Voivodeship of Serbia and Banat of Temeschwar），1849年建立，1860年并入匈牙利和斯拉沃尼亚
    -  塞尔维亚伏伊伏丁那（英语：Serbian Vojvodina），1848年/49年事实自治，但未受承认
    -  蒂米什瓦-巴纳特（英语：Banat of Temeswar）

  -  克罗地亚王国（Königreich Kroatien）
  -  斯拉沃尼亚王国（Königreich Slawonien）
- 伦巴第-威尼西亚王国（Lombardo-Venezianisches Königreich），1859年/1866年失去
- 达尔马提亚王国（Königreich Dalmatien）
- 军事前线地区（Militärgrenze）
  - 克罗地亚军事前线（Kroatische Militärgrenze）
  - 斯拉沃尼亚军事前线（英语：Slavonian Military Frontier）
  - 巴纳特军事前线（英语：Banat Military Frontier）
  - 特兰西瓦尼亚军事前线（英语：Transylvanian Military Frontier），1853年并入特兰西瓦尼亚

过去哈布斯堡王朝的领土前奥地利（于今日法国、德国和瑞士）已于1805年《普雷斯堡和约》中失去。

## 歷任奧皇

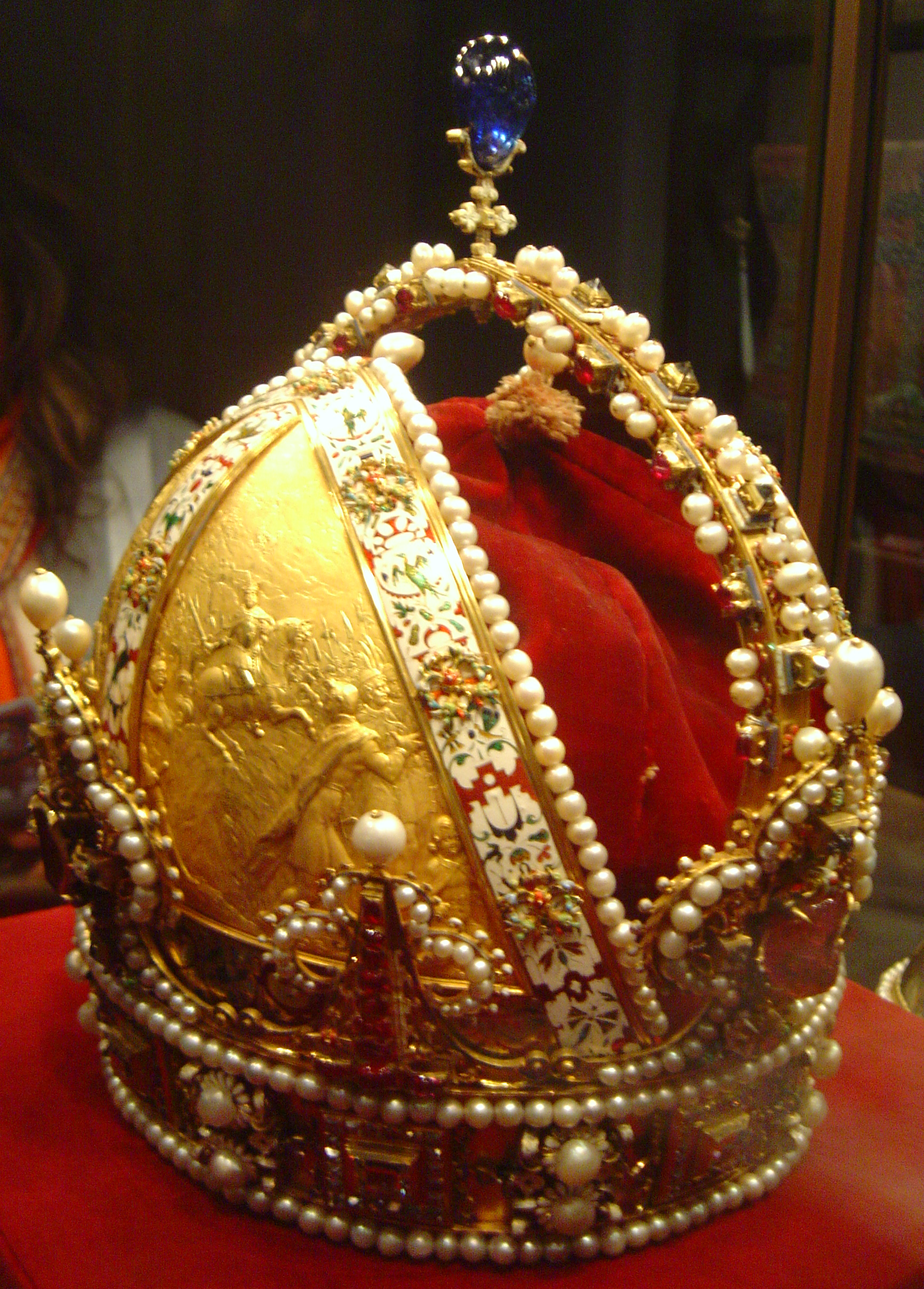
帝國皇冠，原為神聖羅馬皇帝魯道夫二世的私人皇冠

自弗朗茨稱帝後，到1867年重組為奧匈帝國共有3位君主。
- 弗朗茨一世，在位1804年-1835年，英譯為法蘭西斯。
- 斐迪南一世，在位1835年-1848年。
- 弗朗茨·約瑟夫一世，在位1848年- 1867年，英譯為法蘭西斯·約瑟夫。